# Vojaška prisega
Vojaška prisega je besedilo, ki ga morajo podati vsi pripadniki oboroženih sil povsod po svetu pred začetkom vojaške službe.

## Prisega slovenskihnabornikovv obdobju Ilirskih provinc
Velja kot prva prisega redne vojske v slovenskem jeziku 
“Jest persheshem podloshnost tem postavam tega zessarstva, inu Svestoba Zessarjou.”

## Prisega slovenskih vojakov v državi SHS
Prisegam in se rotim pri Bogu vsemogočnem in svoji časti, da hočem zvesto in z vso svojo dušo, z vsem svojim srcem, z vso svojo voljo služiti vladi Narodnega sveta Slovencev, Hrvatov in Srbov brezpogojno povsod, v vsakem času izvrševati in da hočem biti pokoren ukazom predpostavljenih zapovednikov in vsem narodnim postavam in zakonom za napredek, edinstvo, svobodo in moč. Tako hočem in to mi bog pomagaj!

## Prisega slovenskihpartizanovmeddrugo svetovno vojno[2]
Jaz, partizan osvobodilne ljudske armade slovenskega naroda, ki se ob boku slavne Delavske-Kmečke-Rdeče Armade Sovjetske Zveze ter vseh ostalih za svobodo borečih se narodov borim za osvoboditev in združitev slovenskega naroda, za bratstvo in mir med narodi in med ljudmi, za srečnejšo bodočnost delovnega ljudstva, prisegam pred svojim narodom in svojimi sobojevniki, da bom oddal vse svoje sile in vse svoje sposobnosti osvobodilni stvari slovenskega naroda, delovnega ljudstva in vsega naprednega človeštva v sveti vojni proti fašističnim tlačiteljem in barbarom; da ne bom zapustil partizanskih vrst, v katere sem prostovoljno in zavestno vstopil, in ne da bi odložil orožja do popolne zmage nad fašističnimi okupatorji, do popolnega uresničenja velikega osvobodilnega cilja slovenskega naroda. Prisegam, da bom za te velike osvobodilne cilje s svojo krvjo branil čast in nedotakljivost naše partizanske zastave in da bom, če bo to potrebno, žrtvoval tudi svoje življenje. Za svobodo v boj!

## Prisegaslovenskih Domobrancevz dne 20. aprila 1944[3]
“Prisegam pri vsemogočnem Bogu, da bom zvest, hraber in svojim nadrejenim pokoren, da bom v skupnem boju z nemško oboroženo silo, stoječo pod poveljstvom vodje Velike Nemčije, SS četami in policijo, proti banditom in proti komunizmu, kakor tudi njegovim zaveznikom, svoje dolžnosti vestno izpolnjeval za svojo slovensko domovino kot del svobodne Evrope. Za ta boj sem pripravljen žrtvovati tudi svoje življenje. Tako mi Bog pomagaj!”

## Prisega slovenskih vojakov JLA v Jugoslaviji
"Ja (Ime in Priimek) svečano se obavezujem, da ču verno služiti svome narodu, da ču braniti svoju otačbinu Socialističku Federativnu Republiku Jugoslaviju, da ču čuvati bratstvo i jedinstvo naših naroda i ugled Jugoslovanske narodne armije i da ču savesno izvšavati naredženja svojih starešina. Uvek ču biti spreman, da se borim za slobodu i čast otačbine, ne žaleči, da u toj borbi dam i svoj život."

## Uradno besedilo prisegeSlovenske vojske
Glede na Zakon o Obrambi iz leta 1994  :
"Slovesno prisegam, da bom branil samostojnost, neodvisnost, svobodo in ozemeljsko celovitost svoje domovine Republike Slovenije ter vestno in odgovorno izvrševal dolžnosti pri njeni obrambi."